# Gerd Nufer

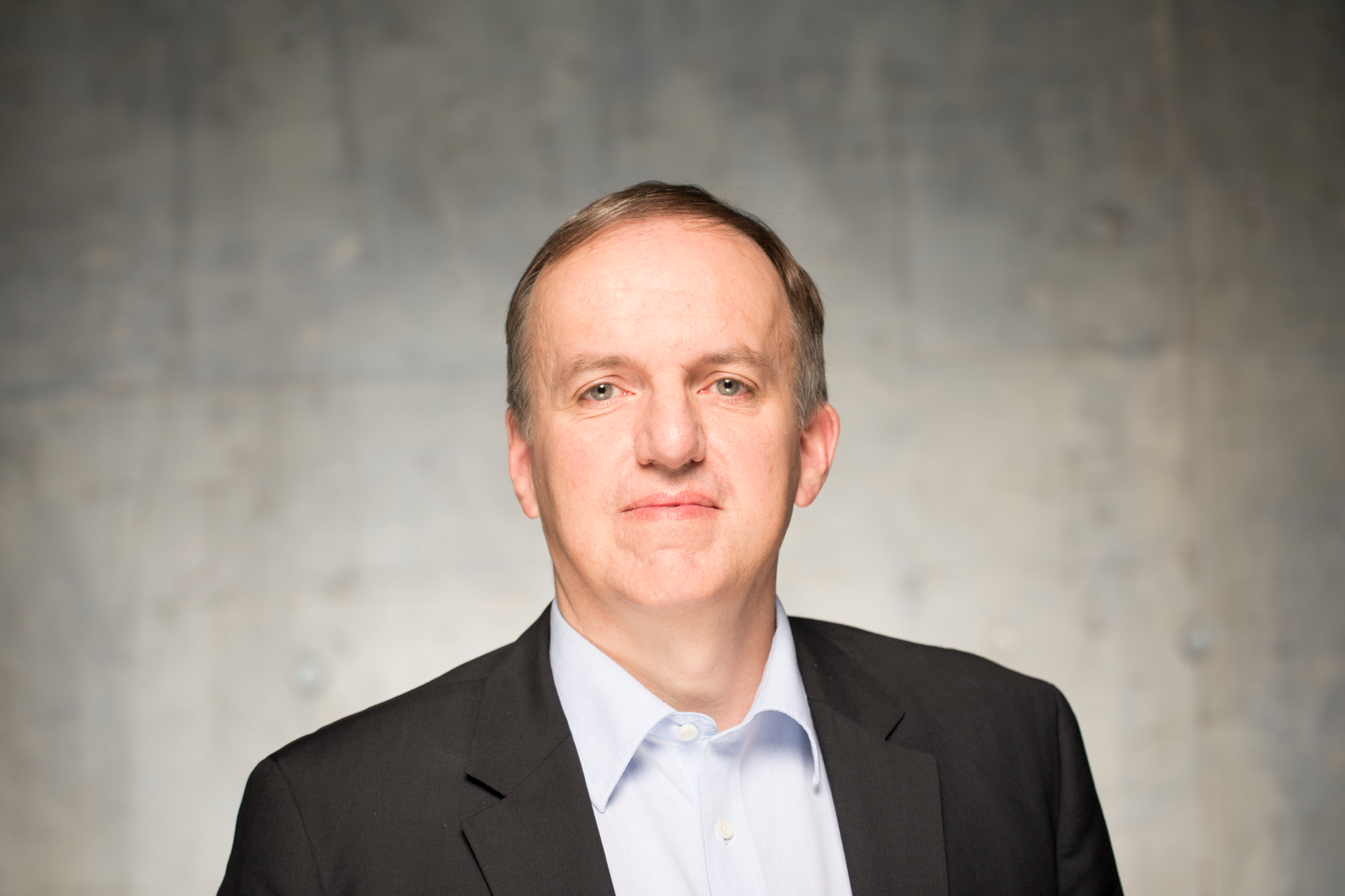
Gerd Nufer, 2018

Gerd Nufer (* 14. Juni 1970 in Balingen) ist ein deutscher Wirtschaftswissenschaftler und Sportökonom. Seit 2004 ist er Professor für Marketing, Handel und Sportmanagement an der ESB Business School der Hochschule Reutlingen, außerdem leitet er das Deutsche Institut für Sportmarketing.
Seine Lehr-, Forschungs- und Beratungsschwerpunkte sind Sport- und Event-Marketing, Sponsoring / Ambush Marketing, Marketing-Kommunikation, Marketing below the line / innovatives Marketing sowie internationale Marktforschung.

## Werdegang
Nach dem Abitur in Balingen studierte Nufer Betriebswirtschaftslehre an der Universität Tübingen und an der State University of New York at Stony Brook (Abschluss als Diplom-Kaufmann).
Parallel zu seiner anschließenden Promotion zum Dr. rer. pol. arbeitete er als wissenschaftlicher Angestellter am Lehrstuhl für Marketing und der Forschungsabteilung für Internationales Marketing an der Universität Tübingen. Im Rahmen seiner Promotion erhielt er ein Stipendium an der San Diego State University und der University of San Diego. Seine Dissertation (Titel: „Wirkungen von Event-Marketing. Theoretische Fundierung und empirische Analyse“) entstand in Kooperation mit der adidas AG, Herzogenaurach.
Danach war Nufer als Consultant/Projektleiter für die Unternehmensberatung Simon-Kucher & Partners in Bonn tätig. Anschließend arbeitete er als Marketing Consultant/Key Account Manager bei der Information Resources GfK in Nürnberg.
Seit 2004 ist er Professor für Allgemeine Betriebswirtschaftslehre mit den Schwerpunkten Marketing, Sportmanagement und Handel an der ESB Business School der Hochschule Reutlingen. 2010 habilitierte er sich in Sportökonomie und Sportmanagement an der Deutschen Sporthochschule Köln (Titel der Habilitationsschrift: „Ambush Marketing im Sport. Wissenschaftliche Fundierung und vergleichende empirische Analyse von Ambush Marketing und Sportsponsoring am Beispiel der FIFA Fußball-Weltmeisterschaft 2006“). Gerd Nufer hat die Möglichkeiten, in Promotionsverfahren die Qualifizierungsarbeiten zu betreuen.  

## Aktuelle Tätigkeiten
Heute ist Nufer parallel zu seiner Professur an der ESB Business School der Hochschule Reutlingen Direktor des Deutschen Instituts für Sportmarketing (zusammen mit André Bühler) und leitet das Institut für Marketing, Marktforschung & Kommunikation an der Hochschule Reutlingen. Darüber hinaus ist Nufer Akademischer Leiter des berufsbegleitenden Master-Studienprogramms M.A. International Retail Management in Kooperation mit Aldi Süd und Hofer sowie Studiendekan des MBA International Management Part-Time. 
Nufer ist Herausgeber der Buchreihe „Sportmanagement“ im Erich Schmidt Verlag und Mitglied des Editorial Boards der wissenschaftlichen Fachzeitschrift „Sciamus - Sport und Management“. Des Weiteren gibt er die „Reutlinger Diskussionsbeiträge zu Marketing & Management / Reutlingen Working Papers on Marketing & Management“ sowie die Schriftenreihe „Nachspielzeit“ des Deutschen Institut für Sportmarketing heraus.

## Auszeichnungen
Für seine Arbeit hat Gerd Nufer folgende Auszeichnungen erhalten:
- 2013: Erster Preis für innovative Lehre der ESB Business School Reutlingen[5]
- 2011: Nominierung für den Landeslehrpreis Baden-Württemberg[6]
- 2010: Lehrpreis der ESB Business School sowie der Hochschule Reutlingen[6]

- 2002: Dissertationspreis der RWT Reutlinger Wirtschaftstreuhand GmbH sowie der Friedrich List-Stiftung

## Publikationen
- Bühler, André / Nufer, Gerd (Hrsg.) (2023): Nachhaltigkeitsmanagement in Sport und Kultur. Grundlagen – Anwendungen – Praxisbeispiele, Berlin, ESV ISBN 978-3-503-23663-3
- Nufer, Gerd (2018): Ambush Marketing im Sport. Grundlagen – Best Practice – Evaluation, 2., völlig neu bearb. Aufl., Berlin, ESV ISBN 978-3-503-18124-7
- Nufer, Gerd / Bühler, André (2015): Event-Marketing in Sport und Kultur. Konzepte – Fallbeispiele – Trends, Berlin, ESV, ISBN 978-3-503-15894-2
- Bühler, André / Nufer, Gerd (Hrsg.) (2014): International Sports Marketing. Principles and Perspectives, Berlin, ESV, ISBN 978-3-503-14141-8
- Nufer, Gerd (2013): Ambush Marketing in Sports. Theory and Practice, London/New York, Routledge, ISBN 978-1-1388-3386-9
- Nufer, Gerd / Bühler, André (Hrsg.) (2013): Marketing im Sport. Grundlagen und Trends des modernen Sportmarketing, 3., völlig neu bearb. Aufl., Berlin, ESV, ISBN 978-3503141197
- Nufer, Gerd / Bühler, André (Hrsg.) (2012): Management im Sport. Betriebswirtschaftliche Grundlagen und Anwendungen der modernen Sportökonomie, 3., neu bearb. u. erw. Aufl., Berlin, ESV, ISBN 978-3-503-14118-0
- Nufer, Gerd (2012): Event-Marketing und -Management. Grundlagen – Planung – Wirkungen – Weiterentwicklungen, 4., überarb. u. akt. Aufl., Wiesbaden, Gabler, ISBN 978-3-834-93419-2
- Nufer, Gerd / Bühler, André (Hrsg.) (2011): Marketing im Sport. Grundlagen, Trends und internationale Perspektiven des modernen Sportmarketing, 2., völlig neu bearb. u. wesentl. erw. Aufl., Berlin, ESV, ISBN 978-3503129126
- Nufer, Gerd / Bühler, André (Hrsg.) (2010): Management im Sport. Betriebswirtschaftliche Grundlagen und Anwendungen der modernen Sportökonomie, 2., neu bearb. u. wesentl. erw. Aufl., Berlin, ESV, ISBN 978-3503126934
- Relationship Marketing in Sports, London, Elsevier/Butterworth-Heinemann, ISBN 978-0-750-68495-8
- Nufer, Gerd (2010): Ambush Marketing im Sport. Grundlagen – Strategien – Wirkungen, Berlin, ESV, ISBN 978-3503126293
- Nufer, Gerd / Bühler, André (Hrsg.) (2008): Management und Marketing im Sport. Betriebswirtschaftliche Grundlagen und Anwendungen der Sportökonomie, Berlin, ESV, ISBN 978-3-503-11007-0
- Nufer, Gerd (2007): Event-Marketing und -Management. Theorie und Praxis unter besonderer Berücksichtigung von Imagewirkungen, 3., akt. u. überarb. Aufl., Wiesbaden, DUV, ISBN 9783835002272
- Nufer, Gerd (2006): Event-Marketing, Theoretische Fundierung und empirische Analyse unter besonderer Berücksichtigung von Imagewirkungen, 2., überarb. u. erw. Aufl., Wiesbaden, DUV, ISBN 978-3835002272
- Nufer, Gerd (2002): Wirkungen von Sportsponsoring. Empirische Analyse am Beispiel der Fußball-Weltmeisterschaft 1998 in Frankreich unter besonderer Berücksichtigung von Erinnerungswirkungen bei jugendlichen Rezipienten, Berlin, MBV, ISBN 978-3-898-20311-1
- Nufer, Gerd (2002): Wirkungen von Event-Marketing. Theoretische Fundierung und empirische Analyse, Wiesbaden, DUV, ISBN 978-3-663-09140-0

## Belege
1. ↑  Deutsches Institut für Sportmarketing: Gerd Nufer. Abgerufen am 31. Oktober 2018 (deutsch).
2. ↑  Herzlichen Glückwunsch zur Habilitation. Archiviert vom Original (nicht mehr online verfügbar) am 31. Oktober 2018; abgerufen am 5. November 2018.  Info: Der Archivlink wurde automatisch eingesetzt und noch nicht geprüft. Bitte prüfe Original- und Archivlink gemäß Anleitung und entferne dann diesen Hinweis.
3. ↑  Sciamus - Zeitschrift für Sport & Management: Über das Journal. Abgerufen am 31. Oktober 2018 (deutsch).
4. ↑  ESB Business School: Reutlinger Diskussionsbeiträge zu Marketing & Management. Abgerufen am 31. Oktober 2018.
5. ↑  Hochschule Reutlingen: Hochschul-Lehre mal anders. Ehemals im Original (nicht mehr online verfügbar); abgerufen am 31. Oktober 2018. (Seite nicht mehr abrufbar. Suche in Webarchiven)
6. 1 2  Christiane Rathmann: Hochschule Reutlingen vergibt Preise an Professoren und wissenschaftliche Mitarbeiter. Abgerufen am 31. Oktober 2018.

| Personendaten    | Personendaten          |
| ---------------- | ---------------------- |
| NAME             | Nufer, Gerd            |
| KURZBESCHREIBUNG | deutscher Betriebswirt |
| GEBURTSDATUM     | 14. Juni 1970          |
| GEBURTSORT       | Balingen               |